# Hidropark (metropolitana di Kiev)
Hidropark (in ucraino:Гідропарк, ) è una stazione della linea Svjatošyns'ko-Brovars'ka, la linea 1 della metropolitana di Kiev. È stata inaugurata il 5 novembre 1965.